# Гурвич, Осип Яковлевич
Осип Яковлевич Гурвич (литературные псевдонимы — Бен-Якоб, Минский купец, Учитель; 1842—1914) — российский общественный деятель и журналист, один из деятелей просвещения среди литовских и белорусских евреев.

## Биография
Родился в имении Каменный Луг (Ошмянский уезд Виленской губернии) в 1842 году.
Окончил приходское училище в Ошмянах, затем Виленское раввинское училище. 
Был назначен учителем русского языка в Минском еврейском училище, позже смотрителем еврейского училища в Вилейке. Преподавал в Виленском казённом еврейском училище, откуда переведён в Гродно, где стал раввином. С 1881 года состоял учёным евреем (секретарём по еврейским делам) при минском губернаторе, был законоучитель в Минской гимназии и Минском реальном училище.
Печатался в изданиях «Ха-Кармель», «Виленском вестнике», газете «День» (Одесса), «Русском еврее», «Рассвете», «Восходе», «Гродненских губернских ведомостях» и других.

## Избранное
- Закон еврейской веры для еврейского юношества обоего пола, с присовокуплением краткой еврейской истории: библейской и послебиблейской [до начала текущего столетия] / Сост. О. Я. Гурвич, законоучитель Грод. жен. гимназии. — Гродно, 1878. — 127 с.
- Живая мораль или Сокровищница Талмудической этики : Сокровищница Талмудической этики. Сост. по первоисточникам О. Я. Гурвичем. — Вильна: тип. И. И. Пирожникова, 1901. — 71 с.
- Еврейский молитвослов в первом русском переводе О. Я. Гурвича. [На рус. яз. и иврите]. Вильна: Тип. Розенкранца и Шрифтзетцера, 1902. — 436 с.
- Почему книжка "Эстер", хотя и светского характера, включена в состав св. писания? / Клеветы на евреев и опровержение таковых, или Гаман Мордохай и Эстер / О. Я. Гурвич. — Минск: типо-лит. Р. Дворжец, 1910. — 26 с.